# Ließem (Eifel)

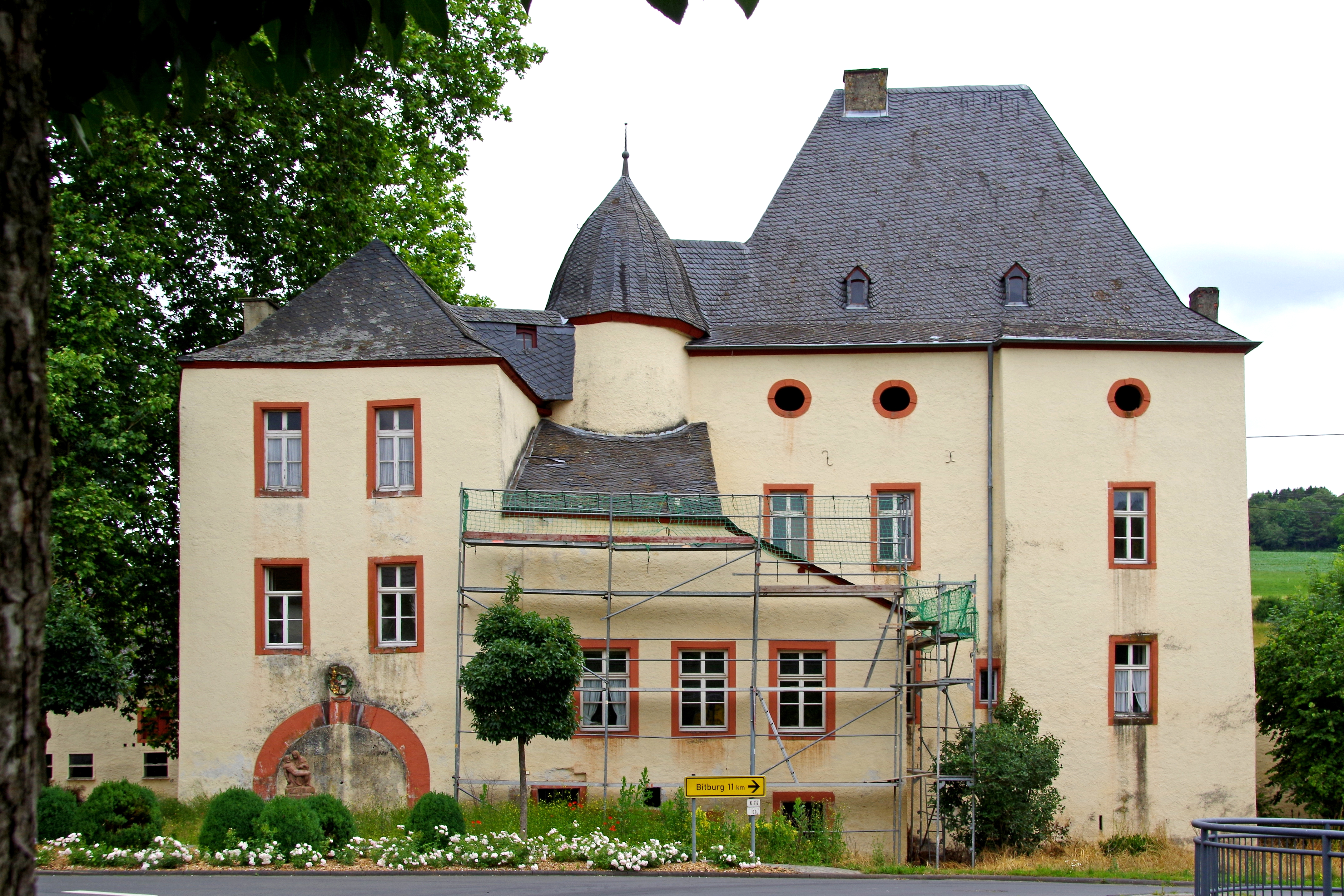
Burg Ließem, Westseite

Ließem ist eine Ortsgemeinde im Eifelkreis Bitburg-Prüm, Rheinland-Pfalz. Sie gehört der Verbandsgemeinde Bitburger Land an.

## Geographie
Der Ort liegt in der Südwesteifel, ca. 10 km nordwestlich der Kreisstadt Bitburg. Durch Ließem fließt der Unterlauf des Ehlenzbaches, ein Nebenfluss der Nims. Die Ortschaft wird von der Landesstraße 7 und der Kreisstraße 74 durchquert, deren Kreuzung den Ortsmittelpunkt bildet. Die nächste Anschlussstelle an der Bundesautobahn 60 ist Bitburg in etwa drei Kilometern Entfernung. Von dem 2,99 km² großen Gemeindegebiet wird mit 82,5 % ein vergleichsweise hoher Anteil landwirtschaftlich genutzt, nur 2,5 % sind von Wald bestanden (Stand 2017).
Zu Ließem gehören auch die Wohnplätze Heidthof und Aussiedlung Ritter sowie ein Teil des Weilers Rittersdell.

## Geschichte
Die erste urkundliche Erwähnung des Ortes erfolgte im Jahre 1016 als „Liudesheim“. Zur Nennung einer Burg „Leyseim“ als luxemburgischer Lehenssitz des Grafen von Schönecken kam es 1316. Diese ging später in den Besitz des Trierer Kurfürsten Balduin von Trier über, der sie Mitte des 14. Jahrhunderts zerstörte. Die Burg wurde anschließend wieder neugebaut.
Die Herrschaft Ließem gehörte bis zum Ende des 18. Jahrhunderts zum Herzogtum Luxemburg. Von 1795 bis 1814 gehörte der Ort zunächst zur Republik Frankreich, später zum Französischen Kaiserreich, und war dem Wälderdepartement zugeordnet. Die Ließemer Burg wurde 1803 zum Sitz der Biersdorfer Mairie, die 1816 in die gleichnamige preußische Bürgermeisterei Biersdorf überging. Letztere wurde 1856 von der Bürgermeisterei Bickendorf (ab 1927 Amt) abgelöst, die im Zuge der rheinland-pfälzischen Kommunalreform 1970 mit vier Ämtern zur Verbandsgemeinde Bitburg-Land zusammengeschlossen wurde. Seit dem 1. Juli 2014 gehört die Gemeinde der Verbandsgemeinde Bitburger Land an.
1473 wurden drei abgabenpflichtige Feuerstellen registriert, wenige Jahre später sind es zwei Haushalte. Zur Mitte des 19. Jahrhunderts hatte der Ort 76 Einwohner in neun Wohnhäusern. Die Einwohnerzahl stieg bis 1895 auf 110 an, ging nach der Jahrhundertwende bis in die 1970er-Jahre kontinuierlich auf etwa 80 zurück und liegt heute bei 81 (Stand 2023).
Bevölkerungsentwicklung
Die Entwicklung der Einwohnerzahl von Ließem, die Werte von 1871 bis 1987 beruhen auf Volkszählungen:
| Jahr | Einwohner |
| ---- | --------- |
| 1815 | 55        |
| 1835 | 76        |
| 1871 | 95        |
| 1905 | 110       |
| 1939 | 90        |
| 1950 | 89        |
| 1961 | 95        |

| Jahr | Einwohner |
| ---- | --------- |
| 1970 | 77        |
| 1987 | 91        |
| 1997 | 94        |
| 2005 | 93        |
| 2011 | 79        |
| 2017 | 78        |

## Politik

### Gemeinderat
Der Gemeinderat in Ließem besteht aus sechs Ratsmitgliedern, die bei der Kommunalwahl am 9. Juni 2024 in einer Mehrheitswahl gewählt wurden, und dem ehrenamtlichen Ortsbürgermeister als Vorsitzendem.

### Bürgermeister
Hubert Metz wurde am 1. Juli 2009 Ortsbürgermeister von Ließem. Bei der Direktwahl am 26. Mai 2019 wurde er mit einem Stimmenanteil von 66,67 % in seinem Amt bestätigt. Da bei der Direktwahl am 9. Juni 2024 kein Wahlvorschlag eingereicht wurde, oblag die Neuwahl gemäß rheinland-pfälzischer Gemeindeordnung dem Rat. Dieser bestätigte auf seiner konstituierenden Sitzung am 28. August 2024 den bisherigen Bürgermeister Hubert Metz für weitere fünf Jahre in seinem Amt.

### Wappen
| Wappen von Ließem | [ 9 ] |
| Wappen von Ließem | Wappenbegründung: Als Hinweis auf die Burg Ließem, die 1525 an die Familie von Enschringen fiel, ist im Schildhaupt der Zinnenschnitt aufgenommen. Das Enschringer Wappen war siebenmal von Gold und rot geteilt und mit einem schwarzen Löwen überdeckt, so wie im unteren Schildteil dargestellt. |

## Sehenswürdigkeiten

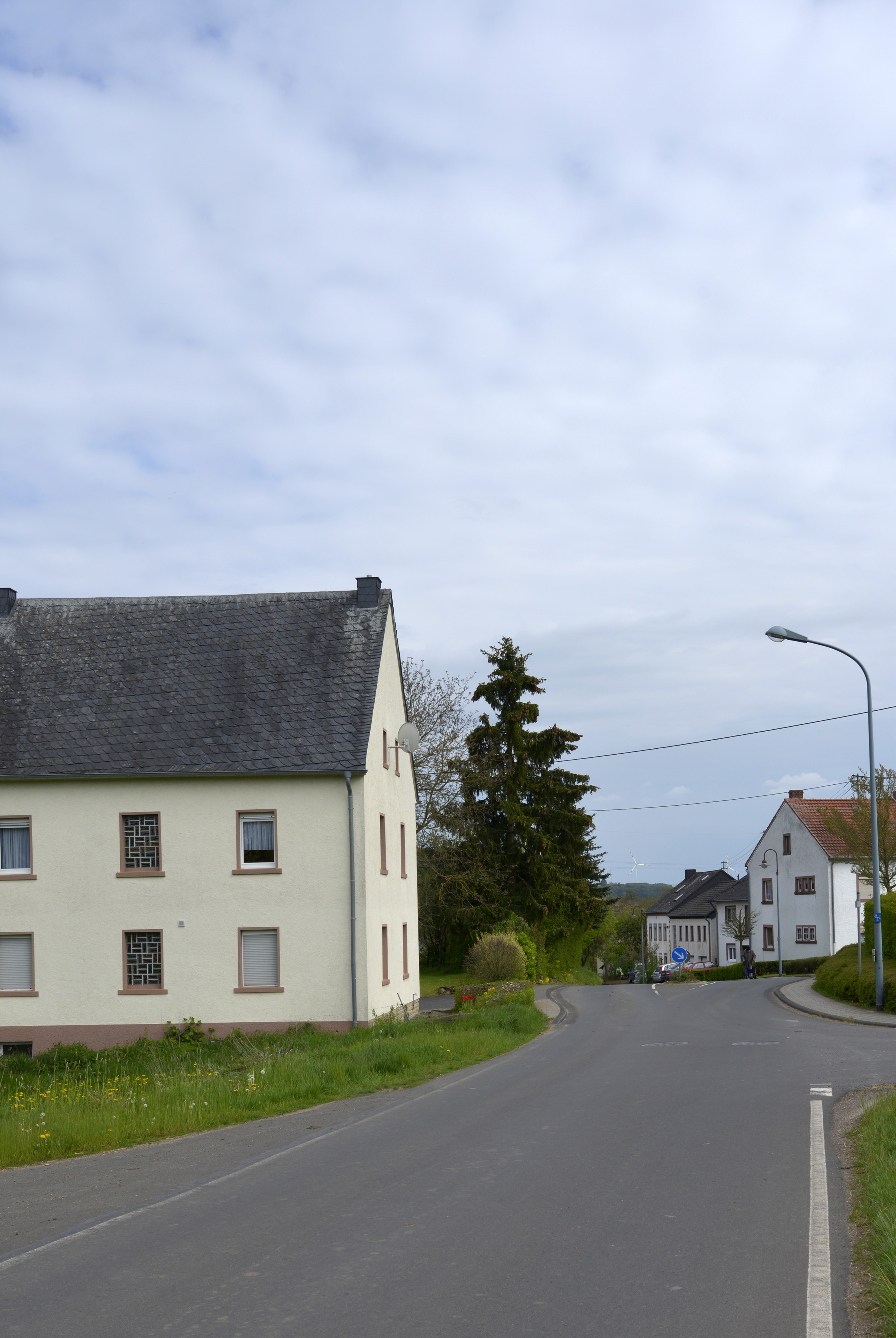
Ortseingang

Der heute vorhandene Burgbau entstand in der zweiten Hälfte des 14. Jahrhunderts auf dem Standort der 1353 zerstörten Burg. Innerhalb des Gebäudes gibt es u. a. eine Takenanlage von etwa 1600 sowie zwei reichlich gegliederte Kamineinfassungen aus dem 18. Jahrhundert. Auf dem Vorplatz der Burg befindet sich eine 1893 errichtete Pietà aus Sandstein. Seit Mitte des 20. Jahrhunderts gehört das Anwesen der Familie Lichter.

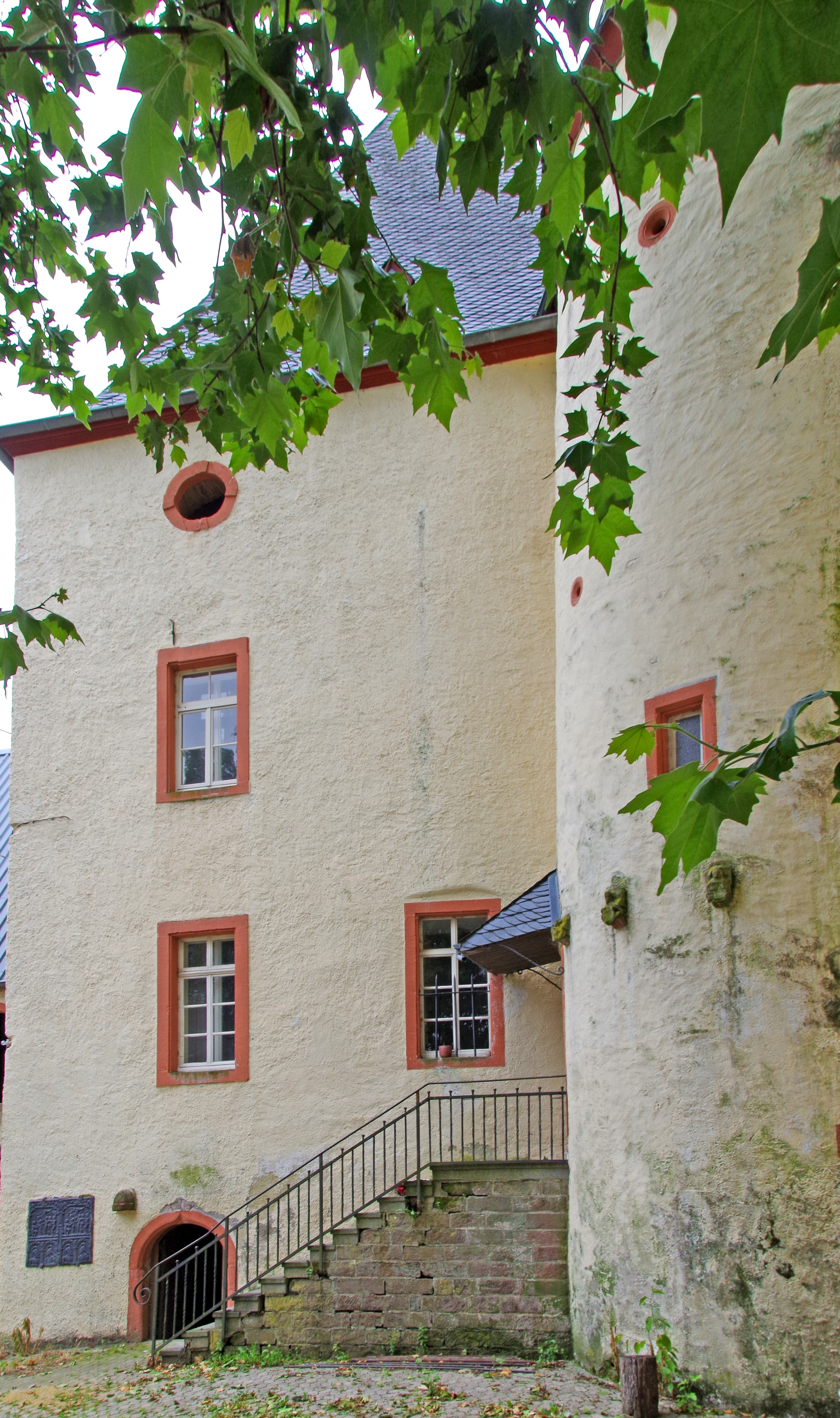
Ehemalige Wasserburg
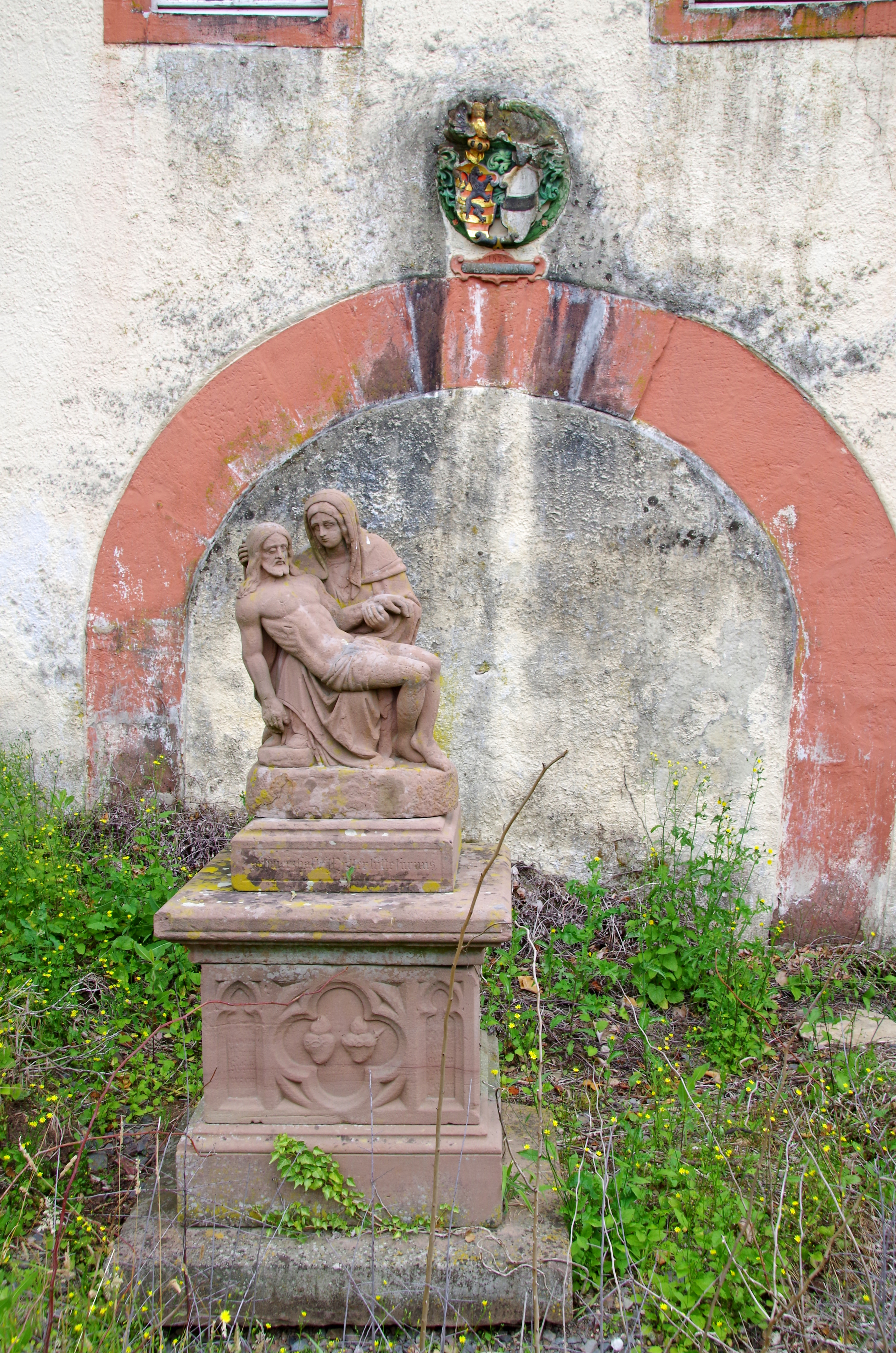
Pietà vor der Burg
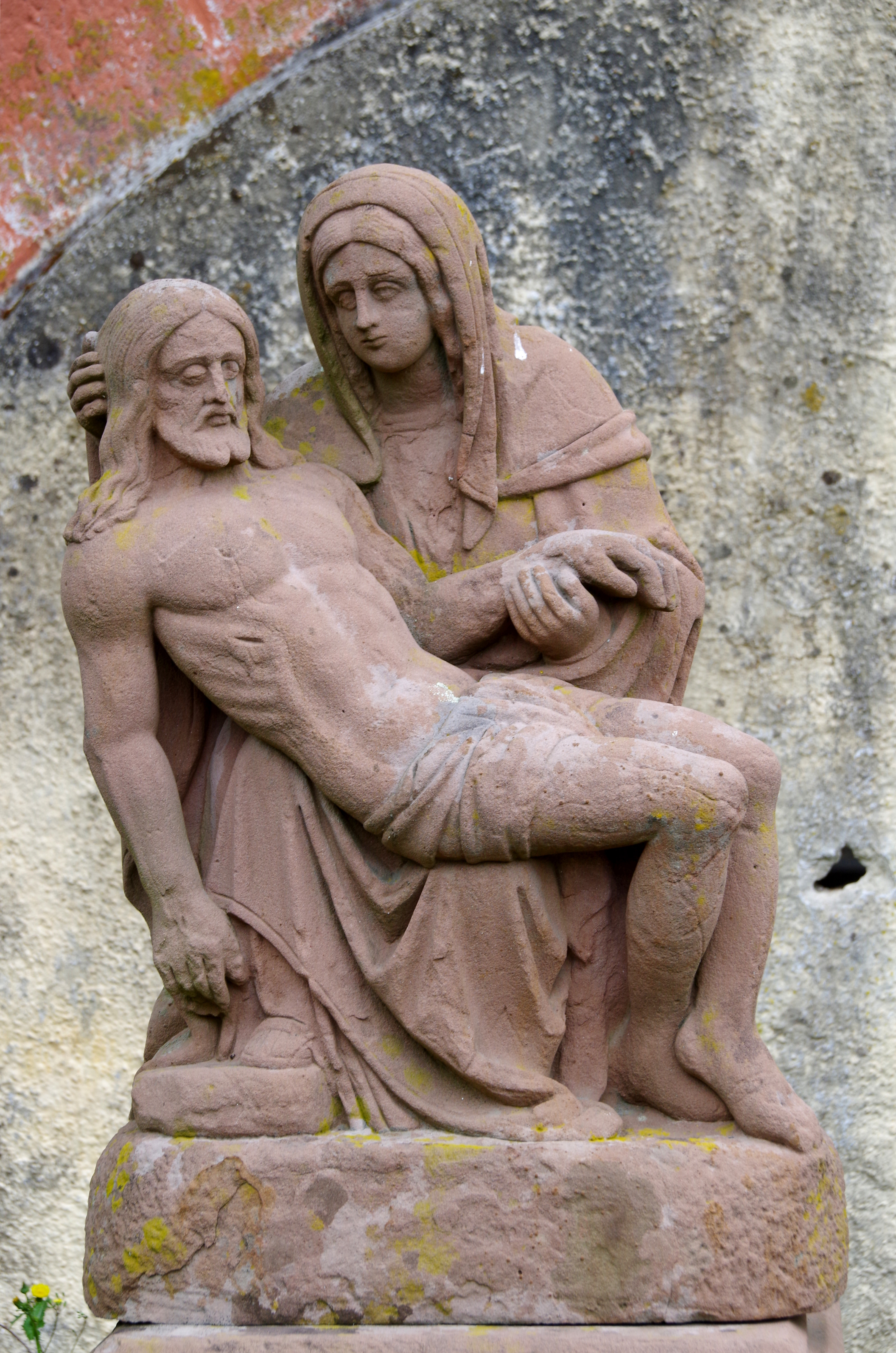
Pietà (1893)
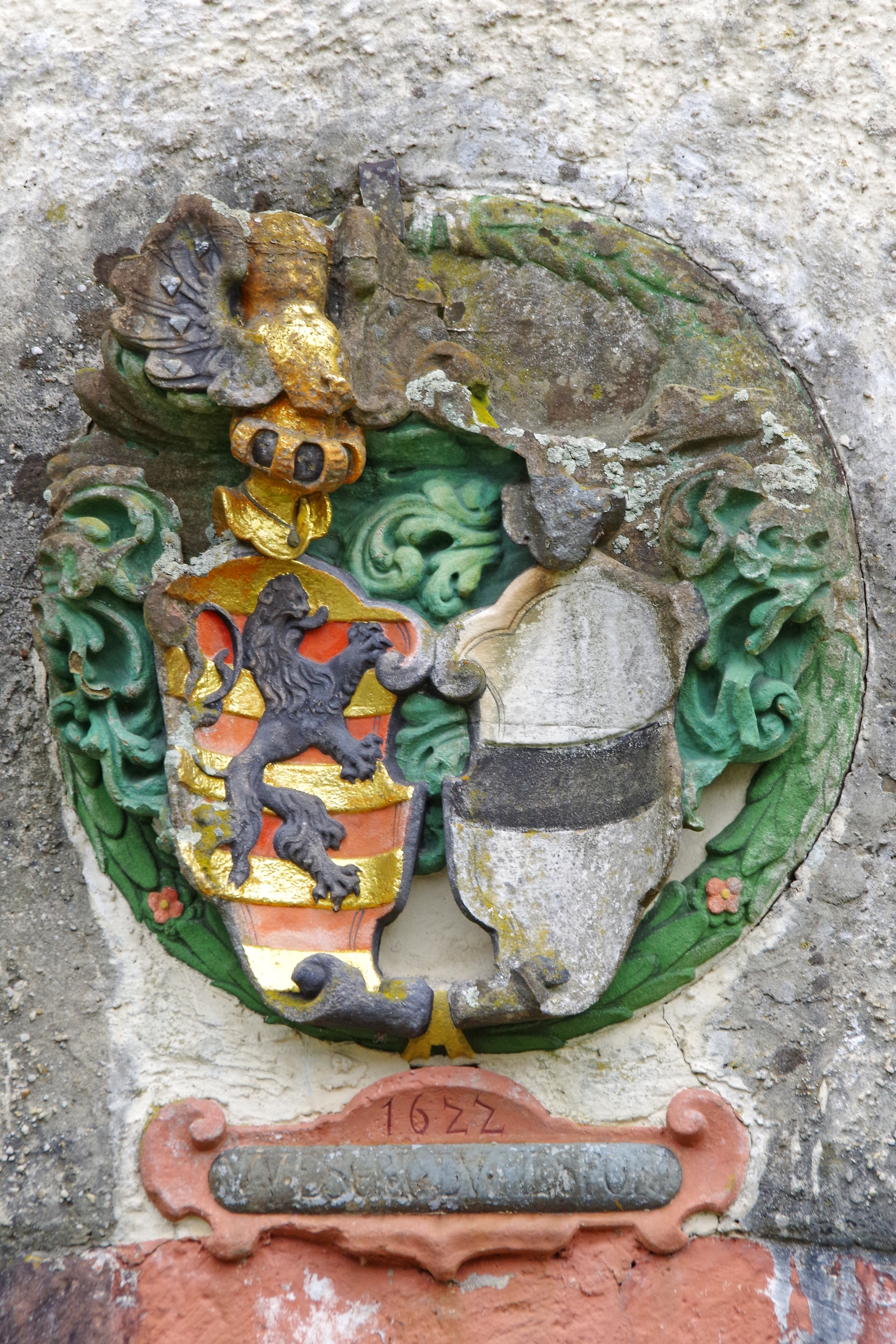
Ehewappen (1622)

Sehenswert sind außerdem die Naturdenkmäler „Platane“ im Burgbereich und die „300-jährige Eiche“ am Hause Johann Meyer sowie die restaurierte Bogenbrücke über den Ehlenzbach.
Siehe auch
- Liste der Kulturdenkmäler in Ließem
- Liste der Naturdenkmale in Ließem

## Persönlichkeiten
- Robert Lichter (1884–1950), Landwirt und Politiker (CDU), geboren in Ließem